# Мгеладзе, Караман Георгиевич
Караман Гео́ргиевич Мгела́дзе (настоящее имя — Гугули; 12 мая 1928, Тбилиси — 29 ноября 2015, там же) — грузинский кинорежиссёр, сценарист, актёр. Заслуженный деятель искусств Грузинской ССР (1979). Народный артист Грузинской ССР (1983).

## Биография
Окончил актёрский (1951, мастерская М. Ромма) и режиссёрский (1961, мастерская Г. Рошаля) факультеты ВГИКа.
С 1951 года актёр, а с 1961 года — режиссёр киностудии «Грузия-фильм». Член КПСС с 1972 года.

## Фильмография

### Актёр
- 1942 — Георгий Саакадзе — Элдер, сын Георгия
- 1948 — Молодая гвардия — Жора Арутюнянц
- 1950 — Жуковский — ученик Жуковского
- 1950 — В мирные дни — трюмный матрос Вахтанг Месхишвили
- 1955 — Тайна двух океанов — член экипажа подлодки
- 1955 — Звёзды на крыльях — курсант авиаучилища
- 1994 — Убиенная душа

### Режиссёр
- 1961 — Мяч и поле
- 1965 — Простите, вас ожидает смерть
- 1967 — Утренние колокола
- 1969 — Свет в наших окнах
- 1971 — Перед рассветом
- 1974 — Белые дома
- 1975 — Не верь, что меня больше нет
- 1977 — Федя (новелла в киноальманахе «Цена жизни»)
- 1979 — Зов
- 1980 — Как жить без тебя?
- 1983 — В холодильнике кто-то сидел
- 1985 — Багратион
- 1987 — Корни
- 1989 — Прошлое всегда с нами
- 1994 — Убиенная душа
- 2000 — 2002 — Застрявшие